# Gladiadora

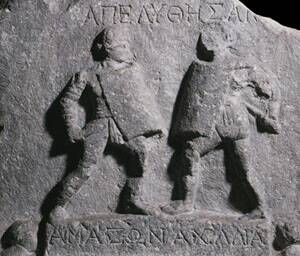
Duas gladiadoras, chamadas Amazôna e Achillea

Uma gladiadora ou gladiatrix (gladiatrizes plural) é o equivalente feminino do gladiador da Roma Antiga. Como suas contrapartes masculinas, as gladiadoras lutavam entre si, ou animais selvagens, para entreter o público em vários jogos e festivais. Muito pouco se sabe sobre eles. Elas eram quase certamente considerados uma raridade exótica por seu público. Sua existência é conhecida apenas por alguns relatos escritos por membros da elite de Roma e por um número muito pequeno de inscrições. Essa prática foi frequentemente criticada por escritores romanos e foram feitas tentativas de regulamentá-la por meio de legislação.
Gladiadoras são frequentemente chamadas em textos antigos de ludia (artistas femininas em um ludi, festival ou entretenimento) ou mulieres (mulheres), mas não frequentemente como feminaes (senhoras), sugerindo a alguns estudiosos que principalmente as mulheres de classe mais baixa seriam atraídas a arena. Quando mulheres de mais alto nascimento se aventuravam na arena, eram frequentemente mal vistas, como descreve Tácito sobre jogos em 63 d.C.:
| “ | Ocorreu um número de espectáculos gladiatórios, igual em magnificência aos seus antecessores, apesar de mais mulheres aristocratas e senadores se desgraçarem na arena. | ” |

## Treinamento e desempenho
Não há evidências da existência ou treinamento de gladiadores femininos em qualquer escola de gladiadores conhecida. Vesley sugere que alguns podem ter treinado com tutores particulares no Collegia Iuvenum ("organizações oficiais de jovens"), onde jovens com mais de 14 anos podem aprender habilidades "masculinas", incluindo as artes básicas da guerra.